# Іан Субіабре
Іан Мартін Субіабре (ісп. Ian Martín Subiabre; нар. 1 січня 2007, Комодоро-Рівадавія) — аргентинський футболіст, вінгер клубу «Рівер Плейт».

## Клубна кар'єра
Вихованець аргентинської команди КАІ, з яеої у 2022 році відправився в оренду до «Рівер Плейту», після якої приєднався до клубу на постійній основі. 1 лютого 2024 року він дебютував за «Рівер Плейт», вийшовши на заміну в матчі Кубка Професіональної ліги Аргентини проти «Баракас Сентраль». 31 травня 2024 року в матчі проти «Депортіво Тачіра» Субіабре дебютував у Кубку Лібертадорес.

## Кар'єра у збірній
На початку 2022 року Субіабре отримав виклик від юнацької збірною Чилі до 17 років і зіграв один товариський матч проти Колумбії. Однак, у вересні того ж року він прийняв виклик від тренера юнацької збірної Аргентини до 17 років Пабло Аймара. З цією командою став бронзовим призером юнацького чемпіонату Південної Америки у 2023 році. Цей результат дозволив команді із Субіабре кваліфікуватись на юнацький чемпіонат світу, що пройшов того ж року.  В останньому матчі групового етапу проти Польщі Субіабре забив третій гол у грі, що дозволило Аргентині перемогти з рахунком 4:0. Загалом на турнірі посів четверте місце.
На початку 2025 року його викликали до молодіжної збірної Аргентини до 20 років для участі у молодіжному чемпіонаті Південної Америки. Аргентина посіла на турнірі друге місце, поступившись Бразилії, яку вони, тим не менш, розгромили з рахунком 6:0 у першому матчі. Аргентинці залишалися на вершині таблиці до останнього туру, коли вони програли з рахунком 2:3, що стало їхньою першою поразкою у змаганнях.